# 栃木県立美術館
栃木県立美術館（とちぎけんりつびじゅつかん 英表記:Tochigi Prefectural Museum of Fine Arts）は栃木県宇都宮市桜四丁目にある美術館である。

## 概要
日本の近代美術館の先駆けとして1972年（昭和47年）に開館。県立美術館としては全国で6番目に開館した。県内、国内各地、そして西欧美術品を幅広く収蔵し、絵画、版画、挿絵、写真、工芸品に亘るコレクションの数は9,000点に迫る。概ねシーズンあたり1回の企画展・常設展示品入れ替えが行われる。
宇都宮市西部市街地、宇都宮市の桜美公園の西側に立地する。建物は本館・分館ともに川崎清の設計である。
しかし、壁の亀裂や雨漏りなど老朽化が進み、収蔵庫の不足や駐車場の狭さも問題になった。そのため栃木県では栃木県立図書館とともに栃木県体育館の跡地（宇都宮市中戸祭1丁目）への移転を検討している。

## 主な収蔵品
- ジョン・コンスタブル 「デダムの谷」（1805年-1811年頃）
- コンスタン・トロワイヨン 「水を渡る牛（帰途）」（1855年-1860年頃）
- クロード・モネ 「サン=タドレスの海岸」（1864年）
- キキ・スミス 「私の青い湖」（1995年）
- 田崎草雲「一棹揺山図」（1884年）
- 川上澄生「初夏の風」（1926年）
- 濱田庄司「柿釉赤絵扁壺」（1971年）

## 企画展
- 2001年度
  - 絵画レッスン阿以田治修のモダニスト・ペインティング
  - オーストラリア・アボリジニの美術“ドリームタイム”へのいざない
  - 奔る女たち　女性画家の戦前・戦後　1930-1950年代
  - 川島理一郎展
- 2002年度
  - 開館30周年記念クールベ展-自然と女性-
  - 2002年日韓国民交流年記念　心のやきもの　李朝-朝鮮時代の陶磁-
  - 小山穂太郎展　Phantom
  - 近代歴史画と羽石光志
  - ダンス！　20世紀初頭の美術と舞踊
- 2003年度
  - 創造の手わざ -近代工芸・栃木の七星-
  - 舟越桂 -混沌を鮮明に語ること-
  - 鉄道と絵画 -夢はこぶモダン列車
  - ディスタンス -栃木県出身作家の現在
- 2004年度
  - 色彩と幻想の画家 エミール・ノルデ -北ドイツ・ゼービュルの光と風
  - ギュンター・ユッカー（英語版）ピクチャー・イン・モーション
  - 刑部人展　昭和日本紀行
  - 華麗なるマイセン磁器　-シノワズリー、ロココからアール・ヌーヴォーまで-
  - 小泉斐と高田敬輔　-江戸絵画にみる画人たちのネットワーク-
- 2005年度
  - 栃木県・インディアナ州姉妹提携5周年記念　江戸絵画への熱いまなざし　-インディアナポリス美術館名品展-
  - 6月のイギリス　ホガースからホックニーまで - イギリス美術の250年
  - 前衛の女性 1950-1975
  - ゲオルク・バゼリッツ（英語版）展 -絵画の凱歌-
  - ヨーゼフ・ボイスと愉快な仲間たち-私はウィークエンドなんて知らない-
  - 古川龍生　田園のまどろみ、都会のまぼろし
- 2006年度パウラ・モーダーゾーン＝ベッカー　時代に先駆けた女性画家
  - 柄澤齊展　―宙空の輪舞(ロンド)　版画、オブジェ、水彩、本　1971－2006
  - とちぎ美術探訪―県内ミュージアムが誇る日本絵画の名品たち
  - 清水登之のすべて
- 2008年度
  - 十二の旅:感性と経験のイギリス美術
  - 長重之展　〈時空のパッセージ〉―足利の来し方、世界の行く末―
  - 朝鮮王朝の絵画と日本　宗達、大雅、若冲も学んだ隣国の美
  - 出光美術館コレクションの至宝　茶の湯の美　茶道具との出会い・語らい
- 2009年度
  - 躍動する魂のきらめき―日本の表現主義―
  - 中国現代美術との出会い―日中当代芸術にみる21世紀的未来―
  - ―日本画創造の苦悩と歓喜―大正期、再興院展の輝き
  - 魅力再発見！ニッポンの油絵　三沢厚彦 アニマルズ in TOCHIGI
- 2010年度
  - こびない、さびない、濱田イズム　知られざる濱田庄司　―大阪市立東洋陶磁美術館所蔵　堀尾幹雄コレクション－
  - イノセンス―いのちに向き合うアート
  - 川上澄生:木版画の世界
  - ズィビレ・ベルゲマン展
- 2011年度
  - 妻の遺した秘密の絵　関谷富貴の世界
  - 「画像進化論」展
  - 石川寒巌展 絵にこめられた魂　青木世一AOKIT展 ―箱の中の名画たち
  - 特別展　浅川巧生誕120年記念　浅川伯教・巧兄弟の心と眼 ―朝鮮時代の美
- 2012年度
  - 開館40周年記念企画(１)栃木に生きる　―風土・ひと・芸術―
  - 開館40周年記念企画(２) 復興祈念〈とちぎアート・ドキュメント〉光あれ！―光と闇の表現者たち
  - 開館40周年記念企画(３)ゆく河の流れ　―美術と旅と物語― / 〈特別展示〉 高橋由一
  - 開館40周年記念企画(４)アジアをつなぐ　―境界を生きる女たち 1984-2012
- 2013年度
  - 全館展示　コレクション万華鏡　西洋名画から無名画家の発見まで─美術館活動40年の成果
  - マンハッタンの太陽THERMODYNAMICS OF THE SUN　光学芸術から熱学芸術への拡張：18世紀から21世紀の“太陽画”の系譜
  - 〈とちぎアート・ドキュメント〉みる、ふれる、きくアート─感覚で楽しむ美術
  - 栃木県誕生140年記念　下野新聞創刊135周年記念　NHK宇都宮放送局開局70周年記念　栃木放送開局50周年記念　日本近代洋画への道　山岡コレクションと高橋由一の名品を中心に
- 2014年度
  - 真岡発：瑛九と前衛画家たち展― 久保貞次郎と宇佐美コレクションを中心に

## アクセス
- JR宇都宮駅から関東バス・作新学院・駒生行で、約15分　桜通十文字下車 すぐ
- 東武宇都宮駅から徒歩3分大通り沿いの「東武駅前」より上記路線で 約5分　桜通十文字下車 すぐ
- 東北自動車道 鹿沼ICから約 15分　宇都宮ICから 約20分
- 北関東自動車道 壬生ICから約25分